# Medidor de combustível
Na engenharia automobilística e de aviação, um medidor de combustível é um instrumento utilizado para indicar a quantidade de combustível em um tanque.

## Em veículos terrestres

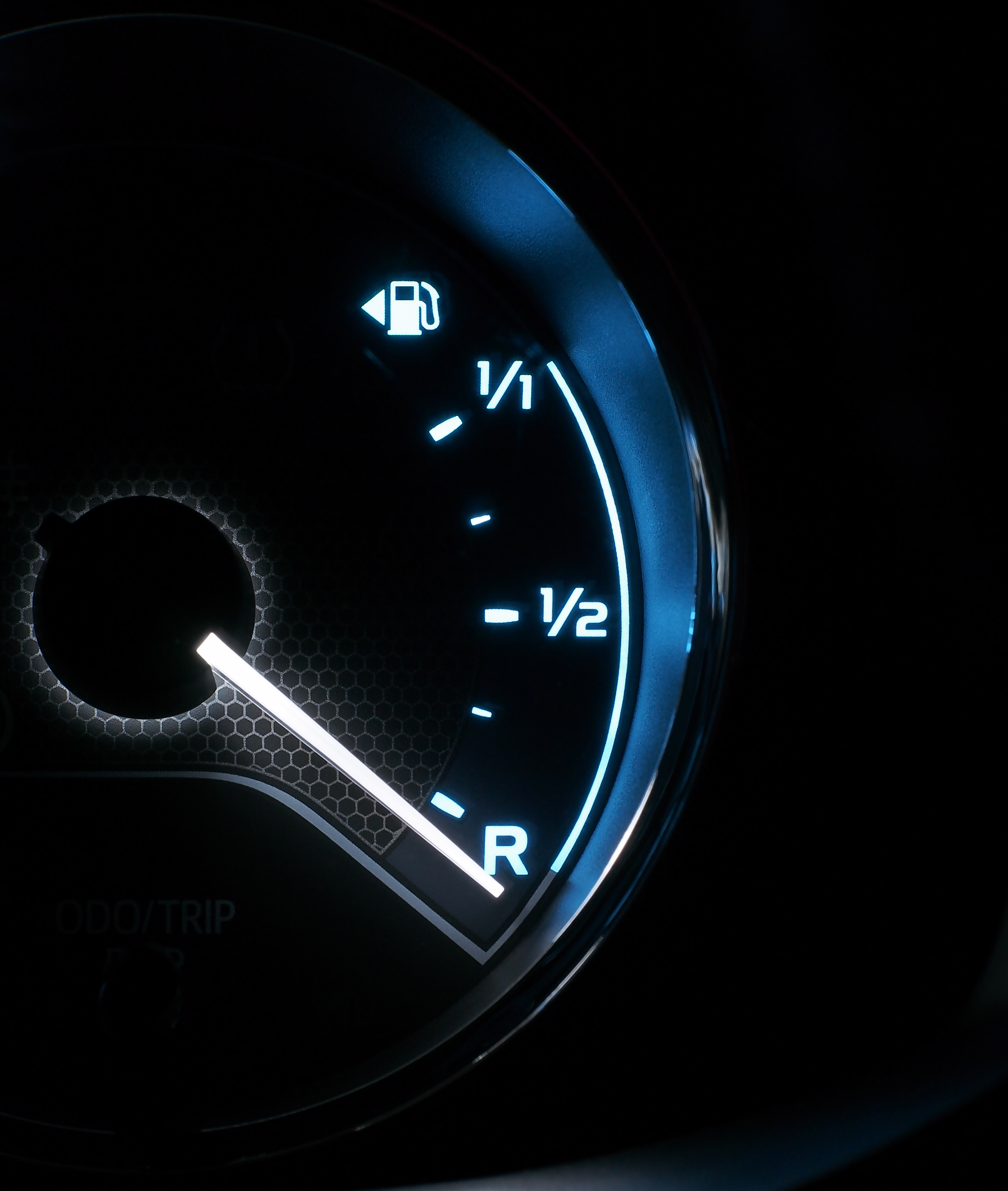
Um medidor analógico de Toyota Corolla modelo 2016, com a "seta Moylan" indicando que o bocal de abastecimento se situa do lado esquerdo do veículo.

Conforme usados nos veículos, os medidos possuem duas partes:
- A unidade de leitura, no tanque de combustível;
- O indicador - no painel de instrumentos

A unidade de leitura utiliza uma boia conectada a um potenciômetro. Conforme o tanque se esvazia, a boia baixa e desliza ao longo de um contato móvel ao longo do resistor, aumentando a sua resistência. Além disso, quando a resistência atinge certo ponto, ela também acenderá uma luz indicando baixo nível do combustível em vários veículos.
Enquanto isso, o indicador (geralmente montado no painel de instrumentos) mede e mostra a quantidade de corrente elétrica que percorre a unidade de leitura. Quando o nível do tanque está alto e a corrente, máxima, o ponteiro indica a posição "F", indicando tanque cheio (full em inglês). Quando o nível do tanque está baixo e pouca corrente atravessa a unidade de leitura, o ponteiro indica "E", tanque vazio (empty) .

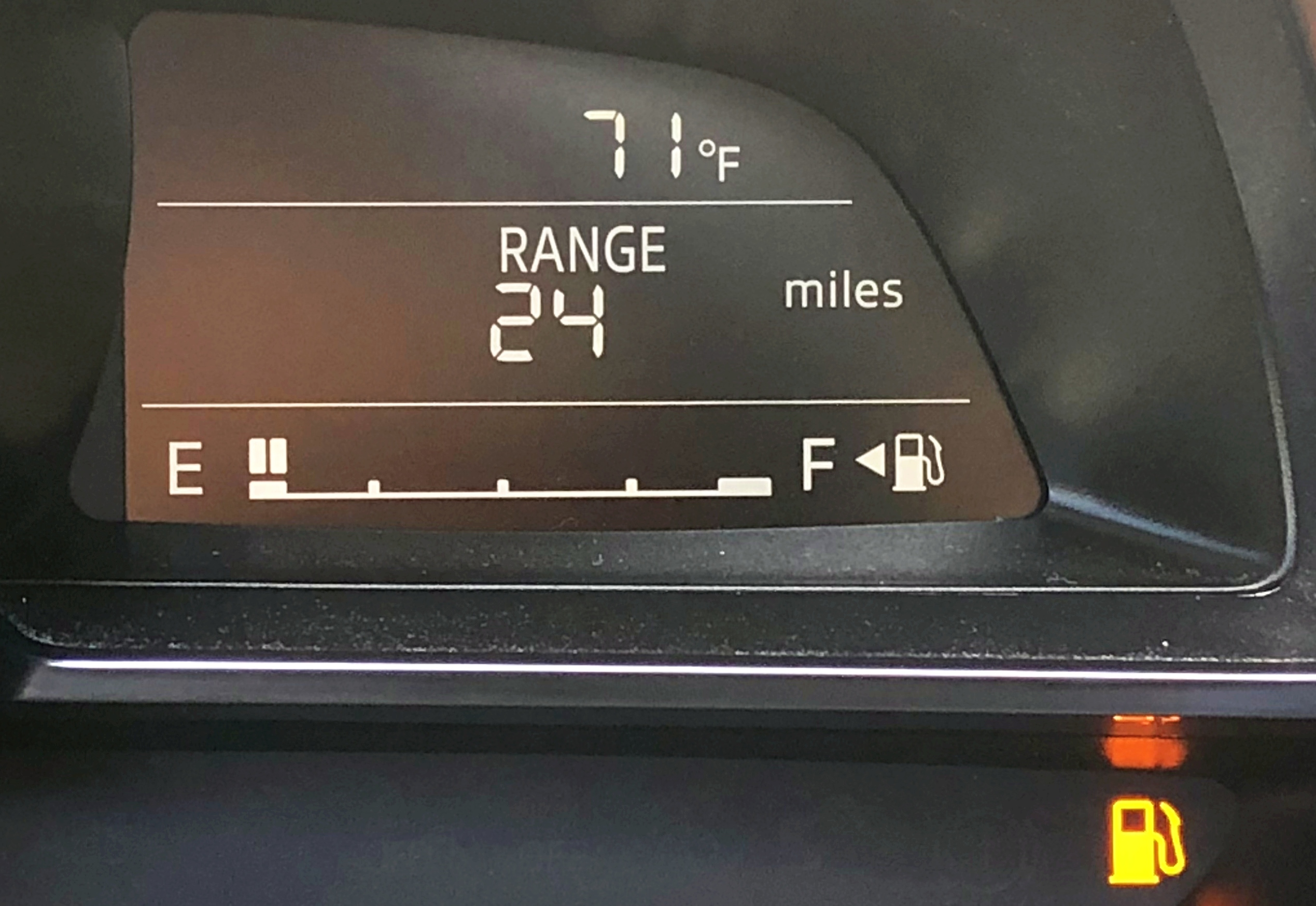
O medidor de combustível digital de um Mazda 3 de 2018, indicando um tanque quase vazio, além do indicador de autonomia, medindo 24 milhas (38,6 km).

O sistema pode ser à prova de falhas. Se ocorrer uma falha elétrica, o circuito faz o indicador mostrar o tanque de combustível como se estivesse vazio, de modo que o condutor se sinta compelido a completar o tanque, em vez de mostrá-lo cheio, o que provocaria uma pane seca sem prévio aviso. Corrosão ou desgaste do potenciômetro também podem provocar leituras incorretas do nível de combustível; no entanto ,esse sistema possui um risco potencial associado, uma vez que se uma corrente elétrica for enviada pelo resistor variável. Em muitos medidores de combustível de automóveis esses resistores estão no lado interno do medidor, isto é, dentro do tanque. O envio de corrente elétrica através de um resistor nessa condição apresenta um potencial risco de incêndio e de explosão a ele associados. A possibilidade de falhas aumenta com o aumento da proporção de álcool adicionado à gasolina. O álcool aumenta a taxa de corrosão no potenciômetro, por sua capacidade de carregar corrente como a água.

### Seta de Moylan
Desde o início da década de 1990, muitos medidores de combustível incluem junto ao ícone da bomba de combustível uma seta, indicando o lado do veículo no qual se situa o bocal de abastecimento de combustível. O uso da seta associada ao ícone foi criado em 1986 por Jim Moylan, um designer da Ford Motor Company. Após ele ter proposto a ideia, os modelos de 1989 do Ford Escort e do Mercury Tracer foram os primeiros veículos a implementar a novidade. Outras fabricantes de automóveis notaram a adição e começaram a incorporar o esquema aos seus medidores de combustível.

## Em aeronaves
As aeronaves de pequeno porte usam magnetorresistências no(s) sensor(es) de nível para a medição de combustível. Sistemas de medição em grandes tanques podem usar o mesmo princípio eletromecânico ou podem fazer uso de um sensor de pressão, às vezes conectado a um manômetro de mercúrio. Aeronaves de grande porte usam um princípio diferente. Uma dada aeronave utiliza um número variado (por volta de 30 em um Airbus A320) de sondas com capacitores de baixa voltagem onde o combustível torna-se o dielétrico. Em diferentes níveis de combustível, diferentes níveis de capacitância são medidos e assim o nível do combustível pode ser determinado.